# Маратокамбос
Маратокамбос (Марафокампос, греч. Μαραθόκαμπος) — малый город в Греции, на юго-западе острова Самос в Эгейском море, на берегу бухты Маратокамбос. Административно относится к общине Дитики-Самос в периферийной единице Самос в периферии Северные Эгейские острова. Расположен на высоте 171 м над уровнем моря, у подножья горы Керкис. Население 1069 человек по переписи 2011 года. Обслуживается аэропортом «Аристарх Самосский», расположенным восточнее.

## Сообщество
Сообщество Маратокамбос (Κοινότητα Μαραθοκάμπου) создано в 1918 году (ΦΕΚ 204Α). В сообщество входит 9 населённых пунктов. Население 1900 человек по переписи 2011 года. Площадь 48,097 квадратных километров.
| Населённый пункт  | Население (2011), человек |
| ----------------- | ------------------------- |
| Айия-Кириаки      | 43                        |
| Веланидья         | 72                        |
| Исомата           | 6                         |
| Камбос            | 471                       |
| Лимнионас         | 29                        |
| Маратокамбос      | 1069                      |
| Ормос-Маратокамбу | 194                       |
| Палеохорион       | 16                        |
| Севастейка        | 0                         |

## Население
| Год  | Население, человек |
| ---- | ------------------ |
| 1991 | 1575               |
| 2001 | 1366               |
| 2011 | ↘ 1069             |